# Pedro Benedit
Pedro Benedit fue un médico argentino de fines del siglo XIX y comienzos del XX.

## Biografía
Pedro Benedit nació en la ciudad de Buenos Aires el 9 de diciembre de 1857. Tras efectuar sus estudios básicos en su ciudad natal, ingresó en la Facultad de Medicina de la Universidad de Buenos Aires en 1879.
Adhirió a la revolución de 1880 integrando el Cuerpo de Auxiliares Médicos dirigido por los doctores Julián María Fernández, José María Ramos Mejía, Félix R.Burgos y Batilana, junto a los estudiantes Pedro Orestes Luro, Pedro Lagleyze, Gregorio N.Chaves, Nicasio Etchepareborda.
Aún como estudiante ingresó en la Sala de Clínica Quirúrgica del Hospital de Clínicas a cargo de Ignacio Pirovano. Egresó de la Facultad de Medicina de Buenos Aires en marzo de 1887, tras lo cual efectuó investigaciones y completó su formación profesional en Francia con el profesor Guyou en el Hospital Necker de París, y en el estudio de la Histología y Anatomía Patológica con Hallé y Cornill.
De regreso en Buenos Aires complemento el ejercicio de su profesión con la enseñanza. En 1900 fue designado profesor suplente de la nueva Cátedra de Génitourinarias y en 1901 era médico agregado en la Sala de Ginecología del Hospital de Clínicas a cargo de la Sección Urinaria anexa a dicha sala. 
Se desempeñó entre 1904 y 1905 como presidente de la Asociación Médica Argentina. Exonerado Federico Texo, en 1906 se convirtió en profesor titular. En 1910 fue designado académico de la Academia Nacional de Agronomía y Veterinaria y presidió la sección de su especialidad en el Congreso Médico celebrado en conmemoración del centenario de la Revolución de Mayo y en 1916 en el Primer Congreso Nacional de Medicina de Buenos Aires. En 1918 se lo incorporó a la Academia Nacional de Medicina en reemplazo del doctor Pedro Lagleyze. Muy enfermo, en 1919 renunció a su cátedra siendo nombrado profesor honorario.
Ocupó distintos cargos en el Jockey Club. Falleció en Buenos Aires el 19 de diciembre de 1924.
En el Boletin de la Academia Nacional de Medicina de Buenos Aires de 1942 se lo recuerda como "Una figura patriarcal, bondadoso y enérgico". Hay un busto suyo en la plaza Bernardo Houssay.